# Hans Rebele
Hans Rebele (München, 29 januari 1943 – aldaar, 4 januari 2023) was een Duits voetballer die bij voorkeur speelde als aanvaller.

## Carrière
Rebele is geboren in München. Rebele maakt zijn debuut bij TSV 1860 München in 1961. Rebele heeft in totaal 225 competitiewedstrijden gespeeld en 50 doelpunten gemaakt voor TSV 1860 München. Verder heeft Rebele bij MTV München en FC Wacker gespeeld. Hij beëindigde zijn voetbalcarrière in 1975.
Rebele overleed op 4 januari 2023 nadat hij na een openhartoperatie niet meer wakker werd.

## Erelijst

### TSV 1860 München
- Bundesliga (1) : 1965-1966
- DFB-Pokal (1) : 1963-1964